# Włodzimira
Włodzimira – staropolskie imię żeńskie. Składa się ze słów Włodzi- – "panuje" i -mira – "pokój". Na skutek zniekształcenia, jakiemu uległ męski odpowiednik tego imienia, Włodzimir, pod wpływem imion niemieckich przekształcony w formę Włodzimierz, imię Włodzimira może również przybierać formę Włodzimiera.
Włodzimira imieniny obchodzi 16 stycznia, 25 kwietnia i 25 września.
W 1994 roku imię to nosiło w Polsce 27, a w 2019 roku – 15 kobiet.